# Vanessula milea
Vanessula milea är en fjärilsart som beskrevs av William Chapman Hewitson 1873. Vanessula milea ingår i släktet Vanessula och familjen praktfjärilar. Inga underarter finns listade i Catalogue of Life.